# Mesochorus tattakensis
Mesochorus tattakensis är en stekelart som beskrevs av Tohru Uchida 1933. Mesochorus tattakensis ingår i släktet Mesochorus och familjen brokparasitsteklar. Inga underarter finns listade i Catalogue of Life.